# Donkamokam
Donkamokam is een dorp in het district West Karbi Anglong van de Indiase staat Assam. 

## Demografie
Volgens de Indiase volkstelling van 2001 wonen er 8.144 mensen in Donkamokam, waarvan 52% mannelijk en 48% vrouwelijk is. De plaats heeft een alfabetiseringsgraad van 58%. 